# Ash Hollywood
Ash Hollywood (27 maggio 1989) è un'attrice pornografica statunitense.

## Biografia
Nata nel maggio 1989 in Arizona da una famiglia con origini native americane, svedesi, finlandesi e tedesche, neel 2010, all'età di 21 anni, ha debuttato nell'industria pornografica, lavorando con le case di produzione come Penthouse, Blacked, Tushy, Reality Kings, New Sensations, Girlfriends Films, Adam & Eve, Evil Angel, Marc Dorcel Fantasies, Private, Naughty America o Vivid.
Nel 2012 ha ricevuto tre candidature agli XBIZ, XRCO e agli AVN Awards come migliore attrice esordiente, vendendo poi candidata nel 2015 come migliore attrice.
Nel 2013 compare nel documentario Aroused.

## Riconoscimenti
- AVN Awards
  - 2012 - candidatura  Best New Starlet

- XBIZ Awards
  - 2012 - candidatura  Best New Starlet
  - 2015 – candidatura Best Actress

- XRCO Awards
  - 2012 - candidatura  Best New Starlet